# Simon Francis
Simon Charles Francis (* 16. Februar 1985 in Nottingham) ist ein englischer Fußballspieler. Der Verteidiger gehörte beim AFC Bournemouth zu den Spielern, die überraschend innerhalb von drei Jahren den Aufstieg von der dritten Liga bis hinauf in die Premier League bewerkstelligten.

## Sportlicher Werdegang
Francis machte seine ersten Schritte im englischen Profifußball bei Bradford City und Sheffield United, bevor er bei Southend United zu einer festen Größe wurde. In Southend-on-Sea verbrachte der Abwehrspieler vier Jahre und absolvierte dabei 157 Ligapartien. Es folgte im Jahr 2010 der Wechsel zu Charlton Athletic und nach einer erfolgreichen Leihperiode beim AFC Bournemouth wechselte er im Januar 2012 „dauerhaft“ zu den „Cherries“ aus Bournemouth. Hatte sich seine Karriere bis dahin recht unauffällig zwischen zweiter und dritter Liga bewegt, so sehr mündete sie nun in einen sportlichen Höhenflug. In der Spielzeit 2012/13 gelang Bournemouth zunächst der Aufstieg in die Zweitklassigkeit und Francis gewann die klubinterne Wahl zum besten Spieler der Saison. In der ersten Zweitligasaison für Bournemouth seit 1990 stand er mit Ausnahme von 45 Minuten stets auf dem Platz und auch beim überraschenden Aufstieg in die Premier League ein Jahr später war er ein Schlüsselspieler auf dem Weg zum Erfolg. In der höchsten englischen Spielklasse gelang ein Jahr später der Klassenerhalt und im Januar 2016 verlängerte Francis seinen Vertrag bis zum Ende der Saison 2018/19.

## Titel/Auszeichnungen
- PFA Team of the Year (2): 2012/13 (3. Liga), 2014/15 (2. Liga)